# José Cotoner y Allendesalazar
José Cotoner Allendesalazar (Palma de Mallorca, 1848-Madrid, 1927), miembro de la casa de Cotoner, fue un abogado y político español, conde de Sallent, hijo de Fernando Cotoner y Chacón-Manrique de Lara, primer marqués de la Cenia, y hermano de Nicolás, jefe del Partido Conservador en Mallorca. Estudió Derecho en la Universidad de Valencia, y continuó sus estudios en Zaragoza y en la Universidad Central de Madrid. En 1877 se casó con María del Carmen Álvarez de las Asturias Bohórquez y Álvarez de las Asturias Bohórquez, hija y heredera del marquesado de Mondéjar y del condado de Sallent y se fue a vivir a Madrid.
Ingresó al Partido Conservador y fue diputado en el Congreso en las elecciones generales de 1879, 1881, 1884, 1886, 1891, 1896, 1899, 1901, 1903, 1905, 1907, 1910, 1914, 1916, 1918, 1919, 1920 y 1923. Durante su vida parlamentaria fue primer secretario del Congreso de los Diputados de 1884 a 1890, y director general de administración local bajo Francisco Silvela entre 1890 y 1892.